# Ogyris ocella
Ogyris ocella är en fjärilsart som beskrevs av Waterhouse 1934. Ogyris ocella ingår i släktet Ogyris och familjen juvelvingar. Inga underarter finns listade i Catalogue of Life.